# عقاب پاپوآیی
عقاب پاپوآیی (نام علمی: Harpyopsis novaeguineae) نام یک گونه از تیره بازان است.